# Upper Stondon
Upper Stondon – osada w Anglii, w hrabstwie ceremonialnym Bedfordshire, w dystrykcie (unitary authority) Central Bedfordshire. Leży 17 km na południowy wschód od centrum miasta Bedford i 58 km na północ od centrum Londynu.